# Almagro Club de Fútbol
Almagro Club de Fútbol fue un club de fútbol procedente de Almagro, Castilla-La Mancha.  Sus partidos como local se disputaban en el Estadio Manuel Trujillo, con una capacidad de 2,000 espectadores.

## Últimas temporadas
| Temporada | División | Posición | Copa del Rey |
| --------- | -------- | -------- | ------------ |
| 2011-12   | Regional | 3.º      |              |
| 2012-13   | Regional | 6.º      |              |
| 2013-14   | Regional | 1.º      |              |
| 2014/15   | 3.ª      | 16.º     |              |
| 2015/16   | 3.ª      | 2.º      |              |
| 2016/17   | 3.ª      | 12.º     |              |
| 2017/18   | 3.ª      | 17.º     |              |
| 2018/19   | 3.ª      | 16.º     |              |